# استان عین‌الدفلی
عین‌الدفلی نام استان چهل و چهارم کشور الجزایر است.